# Патерсон Ельвіра Олександрівна
Ельвіра Олександрівна Патерсон (дівоче прізвище — Гаврилова) (нар. 26 березня 1989, Миколаїв, Українська РСР) — українська підприємиця, продюсерка, інвесторка та громадська діячка. Є засновницею компанії iHaven, що будує підземні укріплені резиденції. Також очолює міжнародну Elledgy Media Group, що займається кіновиробництвом, маркетингом і івентами й працює з голлівудськими акторами (Кевін Спейсі, Шон Пенн, Ерік Робертс, Дольф Лундгрен) та міжнародними брендами, такими як BMW, Mercedes-Benz, LG, Dolce & Gabbana і PUBG Mobile.

## Біографія
Ельвіра Гаврилова народилася 26 березня 1989 року в Миколаєві, Україна. Батько — підприємець, мати — економістка.
Закінчила Чорноморський національний університет імені Петра Могили. Здобула ступінь магістра за спеціальністю «Міжнародні відносини» в 2012 році. Ельвіра Гаврилова розпочала підприємницьку діяльність ще під час навчання, відкривши бюро перекладів у Миколаєві.

### Медіа та журналістика
У березні 2016 року зайняла посаду головної редакторки газети «Деньги плюс», яка під її керівництвом поступово змінила формат на товстий глянсовий журнал і назву — на Financoff.
В 2019-му продюсерка активно працює над популяризацією проекту «Гордість і Краса України» за межами України, щоб привернути міжнародну увагу до талановитих українців і українських брендів. Зокрема, щоб познайомитися з переможцями «Топ-100. Майбутнє України. Діти», до Одеси приїхали Олександр Занзер — бельгійський продюсер; Іраклі Макацарія — продюсер з Грузії.
З 2020-х років стала засновницею та видавчинею глянцевого журналу Elledgy Magazine, який відзначається обкладинками зі світовими зірками, бізнесменами і політичними діячами. Героями обкладинок журналів у різний час ставали: Каміла де Бурбон, Джимон Гонсу, Юлія Тимошенко, Олександр Усик, Артем Пивоваров.
Також Ельвіра є засновницею Pro Ukrainian Magazine — міжнародної платформи, що об’єднує українську діаспору через медіа та публічні заходи.

### Підприємницька діяльність
У 2019 році Ельвіра Патерсон заснувала iHaven, компанію з будівництва укріплених підземних об’єктів (бункерів), адаптованих під повноцінне сучасне житло. Компанія була генеральною партнеркою футбольного матчу, організованого за ініціативи принца Монако Альбера II.
Також Ельвіра Патерсон є засновницею стартапу SpaceSat, що розробляє малі супутники для цивільних і безпекових цілей.
Патерсон є засновницею, головною виконавчою директоркою та відповідає за стратегію розвитку. Elledgy реалізує рекламні кампанії для BMW, Mercedes-Benz, LG, Lay’s, Orbit, Dolce & Gabbana, PUBG Mobile, а також супроводжує події Олімпійських ігор, тенісні кубки, кінопрем’єри та форуми. У 2018 році стартував перший продюсерський проєкт Гаврилової «Топ-100 Гордість України». На цей час він діє за чотирма номінаціями: чоловіки, жінки, діти і компанії. Наприкінці 2018 року Гаврилова дебютувала як арт-продюсерка. 7 грудня 2018 року відкрилася організована нею виставка художника Костянтина Скопцова.
Ельвіра Патерсон є організаторкою щорічних гала-вечерів Forbes Saint-Tropez (літній сезон) та Forbes Courchevel (зимовий сезон), що збирають бізнес-еліту, дипломатів, меценатів і культурних лідерів.
У лютому 2025 року організувала гала-вечерю в NASA Kennedy Space Center (Флорида, США), присвячену міжнародній космічній співпраці.

## Мода
У 2015 році заснувала бренд жіночого одягу Elvira Gavrilova, що спеціалізується на жіночому одязі та аксесуарах. Колекції були представлені на Odessa Fashion Week, Odessa Fashion Day і потрапляли до списків найкращих за версією L’Officiel та HD Fashion & LifeStyle.
- У 2017 році комплект від Elvira Gavrilova увійшов у топ найкращих образів Odessa Fashion Week за версією L’Officiel Ukraine.[22]

- Колекція Autumn/Winter 17-18 увійшла в десятку найкращих українського сезону за версією HDFashion & LifeStyle.[23]

- Навесні 2018 року під час 17-го сезону Odessa Fashion Day у показі Ельвіри Гаврилової як співдизайнерка взяла участь співачка СолоХа.[24]
- В 2019 році в якості амбасадорки української моди відзначилася на відкритті Каннського кінофестивалю у сукні власного бренду.[25]

Цей проєкт був першим творчим кроком Ельвіри Гаврилової й завершив свою діяльність, поступившись місцем масштабнішим ініціативам в архітектурі, кіновиробництві та міжнародному бізнесі.
Крім роботи над власним брендом, Ельвіра Гаврилова відома популяризацією української моди в цілому. Так, в 2017—2018 роках вона влаштувала серію «сніданків у сукнях» в Одесі. Гаврилова — постійна гостя Одеського міжнародного кінофестивалю, зокрема червоної доріжки, де демонструє вбрання власної марки, а також сукні колег.

## Кіновиробництво
У 2024–2025 роках компанія Ельвіри Патерсон Elledgy Media Group виступила повноцінним продюсером повнометражного фантастичного бойовика Holiguards із Кевіном Спейсі, Дольфом Лундгреном, Тайрізом Гібсоном, Ерікoм Робертсом. Компанія забезпечила повний цикл виробництва фільму: від підбору локацій і знімальної групи до формування акторського складу, організації промокампанії, міжнародних показів і комунікації з інвесторами та ЗМІ.
До цього Elledgy Media Group у 2021 році уже продюсувала короткометражний фільм з Ерікoм Робертсом «Випадок в готелі “Уолл-стріт”», який потрапив до шортлиста Канн.
У 2023 році Патерсон виступила виконавчою продюсеркою в документальному фільмі Шона Пенна про Володимира Зеленського «Superpower».

## Топ-100 Гордість України
Ідея проєкту виникла з бажання просувати «український бренд» і, зокрема, престиж українських жінок в світі. Про це Гаврилова заявила на пресконференції в УНІАН.
Робота над пілотним рейтингом успішних українських жінок «Гордість та краса України» почалася в 2017 році під егідою журналу «Деньги плюс», а 16 березня 2018-го в Одесі пройшла церемонія нагородження 50 фіналісток. Серед них: Ірина Білик, Ольга Сумська, Марина Кінах, Римма Зюбіна, Юлія Гершун.
Гала-концерт «Майбутнє України. Діти» пройшов 8 червня 2018 року в Одесі, завершивши роботу над першим щорічним рейтингом талановитих дітей України.
Церемонія нагородження фіналістів першого рейтингу «Основа економіки України. Компанії» пройшла 23 листопада 2018 року.
Презентація першого рейтингу непересічних чоловіків України відбулася 22 березня 2019-го року, разом з другим рейтингом жінок України. Церемонія пройшла в Одеському національному театрі опери та балета.  По слідах «Топ-100. Майбутнє України. Діти» запущений проєкт «Освіта у Великій Британії», першими учасниками якого стали діти-переможці топу, а також «Особистий бренд», в рамках якого Ельвіра Гаврилова особисто продюсує обраних переможців топів дітей, чоловіків і жінок.

## Благодійна діяльність
Ельвіра Гаврилова була засновницею та генеральною директоркою благодійного проєкту «Помоги», який надавав допомогу хворим дітям та організовував благодійні заходи на їх підтримку.
У 2018 році в межах діяльності фонду було запущено проєкт Charity calendar — благодійний календар, у зйомках якого брали участь підприємці, політики, спортсмени та зірки шоу-бізнесу разом із талановитими дітьми. Кошти від продажу спрямовувалися на підтримку школи-інтернату № 97 для дітей з вадами слуху в Чорноморську. Наразі проєкт «Помоги» завершив свою діяльність.
Ельвіра Патерсон є засновницею Patterson Foundation — організація, що підтримує жінок і дітей, які постраждали від насильства, війни та гуманітарних катастроф.
Постійна учасниця заходів amfAR у Каннах і Венеції. На одному з аукціонів придбала раритетні лоти, зокрема історичну фотографію Боно (U2) від сина Джона Леннона.
Має подяку від Посольства України в Греції за активну підтримку української громади.

## Особисте життя
Має сина Роберта (народжений у 2021 році). Розлучена.